# Merianthera pulchra
Merianthera pulchra är en tvåhjärtbladig växtart som beskrevs av João Geraldo Kuhlmann. Merianthera pulchra ingår i släktet Merianthera och familjen Melastomataceae. Inga underarter finns listade i Catalogue of Life.